# Edisto
Edisto és una concentració de població designada pel cens dels Estats Units a l'estat de Carolina del Sud. Segons el cens del 2000 tenia 2.301 habitants.

## Demografia
Segons el cens del 2000, Edisto tenia 2.632 habitants, 1.030 habitatges i 685 famílies. La densitat de població era de 186,1 habitants/km².
Dels 1.030 habitatges en un 31,5% hi vivien nens de menys de 18 anys, en un 41,4% hi vivien parelles casades, en un 21% dones solteres, i en un 33,4% no eren unitats familiars. En el 28,7% dels habitatges hi vivien persones soles el 10,8% de les quals corresponia a persones de 65 anys o més que vivien soles. El nombre mitjà de persones vivint en cada habitatge era de 2,55 i el nombre mitjà de persones que vivien en cada família era de 3,16.
Per edats la població es repartia de la següent manera: un 27% tenia menys de 18 anys, un 9,4% entre 18 i 24, un 27,8% entre 25 i 44, un 22,3% de 45 a 60 i un 13,4% 65 anys o més.
L'edat mediana era de 36 anys. Per cada 100 dones de 18 o més anys hi havia 82,8 homes.
La renda mediana per habitatge era de 25.962 $ i la renda mediana per família de 31.000 $. Els homes tenien una renda mediana de 24.609 $ mentre que les dones 19.131 $. La renda per capita de la població era de 17.500 $. Entorn del 18,2% de les famílies i el 20,8% de la població estaven per davall del llindar de pobresa.